# Чирково (Ульяновська область)
Чирково (рос. Чирково) — село в Сурському районі Ульяновської області Російської Федерації.
Населення становить 107 осіб. Входить до складу муніципального утворення Хмелевське сільське поселення.

## Історія
Від 2004 року входить до складу муніципального утворення Хмелевське сільське поселення.

## Населення
| 2010 |
| ---- |
| 107  |